# Annecy (comuna delegada)
Annecy (en arpitano, Ènneci) era una comuna francesa del departamento de Alta Saboya, situado en la región de Auvernia-Ródano-Alpes, que el 1 de enero de 2017 pasó a ser una comuna delegada de la comuna nueva de Annecy al fusionarse con las comunas de Annecy-le-Vieux, Cran-Gevrier, Meythet, Pringy y Seynod.
Tiene una población estimada, a inicios de 2021, de 54 326 habitantes.

## Demografía
| Gráfica de evolución demográfica de Annecy entre 1800 y 2021 |
|                                                              |

Los datos demográficos contemplados en este gráfico de la comuna de Annecy se han cogido de 1800 a 1999 de la página francesa EHESS/Cassini, y los demás datos de la página del INSEE.